# 赤坂雄一
赤坂 雄一（あかさか ゆういち、1967年9月29日 - ）は、茨城県出身の元ショートトラック選手で現在は解説者。帝産オート所属。1988年カルガリーオリンピックの公開競技であったショートトラックに出場し。男子リレーで5位になるなどした。正式種目になった1992年アルベールビルオリンピックショートトラック男子5000mリレーで銅メダル獲得。
1994年リレハンメルオリンピックでは男子5000mリレー5位。